# Ceratostema
Ceratostema es un género de plantas fanerógamas perteneciente a la familia Ericaceae.   Comprende 99 especies descritas y de estas, solo 35 aceptadas.

## Taxonomía
El género  fue descrito por Antoine-Laurent de Jussieu y publicado en Genera Plantarum 163. 1789.

## Especies aceptadas
A continuación se brinda un listado de las especies del género Ceratostema aceptadas hasta septiembre de 2014, ordenadas alfabéticamente. Para cada una se indica el nombre binomial seguido del autor, abreviado según las convenciones y usos.	
- Ceratostema alatum
- Ceratostema amplexicaule
- Ceratostema auriculatum
- Ceratostema bracteolatum
- Ceratostema callistum
- Ceratostema calycinum
- Ceratostema campii
- Ceratostema charianthum
- Ceratostema cutucuense
- Ceratostema fasciculatum
- Ceratostema ferreyrae
- Ceratostema flexuosum
- Ceratostema glandulifera
- Ceratostema glans
- Ceratostema lanceolatum
- Ceratostema lanigera
- Ceratostema loranthiflorum
- Ceratostema macbrydiorum
- Ceratostema madisonii
- Ceratostema megabracteatum
- Ceratostema megalobum
- Ceratostema nodosum
- Ceratostema nubigena
- Ceratostema oellgaardii
- Ceratostema oyacachiensis
- Ceratostema pedunculatum
- Ceratostema pendens
- Ceratostema pensile
- Ceratostema peruvianum
- Ceratostema prietoi
- Ceratostema pubescens
- Ceratostema rauhii
- Ceratostema reginaldii
- Ceratostema silvicola
- Ceratostema ventricosum